# Serra do Itapirapuã
Serra do Itapirapuã är kullar i Brasilien.   De ligger i delstaten São Paulo, i den södra delen av landet, 1 000 km söder om huvudstaden Brasília.
I omgivningarna runt Serra do Itapirapuã växer i huvudsak städsegrön lövskog. Runt Serra do Itapirapuã är det glesbefolkat, med 15 invånare per kvadratkilometer.